# Arctophila bequaerti
Arctophila bequaerti is een vliegensoort uit de familie van de zweefvliegen (Syrphidae). De wetenschappelijke naam van de soort is voor het eerst geldig gepubliceerd in 1913 door Herve-Bazin.